# Rotherham
Rotherham est une ville du Royaume-Uni, située dans le nord-est de l'Angleterre, appartenant au comté de Yorkshire. Elle compte 255 000 habitants (agglomération comprise, chiffres de 1997), ce qui la place au 26e rang des agglomérations anglaises.
Depuis les années 1980, elle est le théâtre de l'affaire des viols collectifs de Rotherham.
Rotherham a un passé important en tant que ville charbonnière ainsi que comme un contributeur majeur à l'industrie sidérurgique. Les industries traditionnelles comprenaient la fabrication du verre et la minoterie.
La région environnant Rotherham est de nature plutôt urbaine, au relief doux, principalement constituée de collines peu élevées.

## Histoire

### Révolution industrielle
La région était exploitée pour son fer depuis l'époque romaine, mais c'est le charbon qui a amené la révolution industrielle dans la région. L'exploitation des filons de charbon a été le moteur des améliorations de la navigation sur le Don, qui a finalement formé le système de navigation des voies navigables intérieures de Sheffield et du Yorkshire du Sud.
Au début de la révolution industrielle, les principales utilisations du fer exigeaient un bon minerai local et des compétences de traitement établies pour la résistance du fer, qualités trouvées dans les fonderies de Rotherham. Le fer, et plus tard l'acier, sont devenus la principale industrie de Rotherham, survivant jusqu'au XXe siècle. La famille Walker a construit un empire de fer et d'acier au XVIIIe siècle, ses fonderies produisant des canons de haute qualité, dont certains pour le navire de ligne HMS Victory, et des ponts en fonte, dont l'un a été commandé par Thomas Paine.
Le Peintre William Turner, réalisa en 1797-1798 à Rotherham une vue de l'église paroissiale qui lui permit d'exclure le vaste complexe de la fonderie de fer de Walker. Mais une aquarelle nommée L'Intérieur d'une fonderie de canons qui fait partie de sa série Nord de l'Angleterre est conservée à la Tate Britain à Londres. Elle représente probablement l'intérieur de l'usine qui fabriquait des munitions.
L'industrie de la fonte de Rotherham s'est rapidement développée au début du XIXe siècle, les usines sidérurgiques Effingham, plus tard Yates, Haywood & Co, ont ouvert en 1820. G & WG Gummer Ltd a exporté des produits en laiton à travers le monde, fournissant des raccords pour les hôtels, les hôpitaux, les bains turcs et les RMS Mauretania. Leurs équipements pouvaient également être trouvés sur cinq cuirassés utilisés pendant la Seconde Guerre mondiale et le HMS Ark Royal.
La forge de Parkgate a été fondée en 1823 par Sanderson et Watson et a changé de propriétaire plusieurs fois. En 1854, Samuel Beal & Co a produit des plaques de fer forgé pour le célèbre bateau à vapeur d'Isambard Kingdom Brunel, le SS Great Eastern. En 1864, l'usine sidérurgique a été reprise par la Parkgate Iron Co. Ltd, devenant la Park Gate iron manufacturing company en 1888. La société a été achetée par Tube Investments Ltd en 1956 et fermée en 1974. Les aciéries imposantes situées dans le district de Templeborough de Steel, Peech and Tozer (en) (maintenant le Magna Science Adventure Centre) faisaient, à leur apogée, plus de 1,6 km de long, employaient 10 000 travailleurs et abritaient six fours à arc électrique produisant 1,8 million de tonnes d'acier par an. L'usine a été fermée en 1993.
Les premières gares ferroviaires, Holmes et Rotherham Westgate sur Sheffield et Rotherham Railway, ont ouvert leurs portes le 31 octobre 1838. La gare de Holmes était située à proximité des ateliers d'Isaac Dodds and Son (en), pionniers du développement de la technologie ferroviaire.
Joseph Foljambe a créé une usine pour produire sa charrue Rotherham, la première charrue en fer ayant connu un succès commercial.
Une verrerie a été créée à Rotherham en 1751 et est devenue Beatson Clark & Co, l'un des plus grands fabricants de la ville, exportant des flacons de médicaments en verre dans le monde entier. Beatson Clark & Co était une entreprise familiale jusqu'en 1961, date à laquelle elle est devenue une société publique. La verrerie continue de fabriquer des récipients en verre pour les industries pharmaceutique, alimentaire et des boissons. Au XIXe siècle, d'autres industries prospères comprenaient la poterie, la fabrication du laiton et la fabrication de cheminées en fonte.
La mouture du grain en farine était une industrie traditionnelle à Rotherham, anciennement dans la région de Millmoor, d'où le surnom du Rotherham United Football Club The Millers (« Les meuniers »). Le broyage de la farine s'est poursuivi sur le site de l'usine de la ville de Rank Hovis sur Canklow Road jusqu'en septembre 2008. Le site de l'usine est une installation d'entreposage et de distribution pour Premier Foods.

### Depuis les années 1990

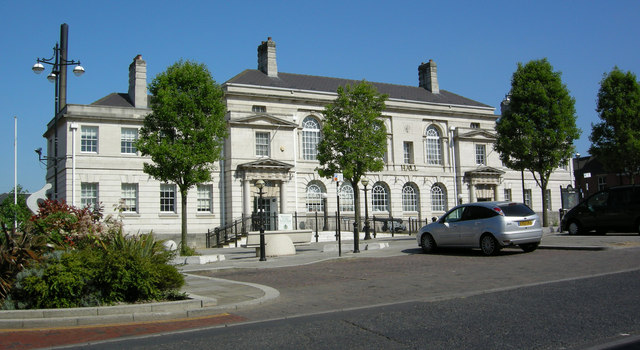
L'hôtel de ville.

Rotherham a connu une relative célébrité en 1999 quand une douzaine de condamnés à des travaux d'intérêt général, devant mettre en terre des centaines de bulbes de jonquilles se sont servis des fleurs aux fins de composer le message Fuck You (Allez-vous faire foutre) que les habitants ont pu découvrir lors de la floraison.
Rotherham a été touchée par les inondations de l'été 2007, qui ont provoqué la fermeture des routes centrales, des écoles, des services de transport et des biens résidentiels et commerciaux endommagés, notamment le complexe commercial Parkgate et le Meadowhall Centre, qui ont subi des dégâts d'eau internes considérables. Le réservoir d'Ulley a causé de grandes inquiétudes et forcé l'évacuation de milliers de maisons lorsque son barrage a montré des signes de dommages structurels, menaçant de casser et de libérer de l'eau dans les banlieues de Treeton, Brinsworth et Canklow ainsi que d'inonder potentiellement la sous-station électrique Junction 33. À l'été 2008, le réservoir et le parc de campagne environnant ont rouvert.
Une nouvelle zone de stockage des zones humides et des inondations, le parc Centenary Riverside, a depuis été construite par le Conseil de Rotherham et l'Agence pour l'environnement afin de prévenir les inondations à l'avenir. Le Wildlife Trust pour Sheffield et Rotherham gère le site en tant que réserve naturelle locale. Le site abrite la sculpture massive Steel Henge, une réplique de Stonehenge qui est en fait faite de lingots de fer
En 2012, une enquête du Times révèle une affaire de viols de jeunes filles blanches sur une grande échelle de 1997 à 2012 par des gangs appartenant à la communauté pakistanaise, violences dont l'existence a été étouffée par la police et les services sociaux,. Une enquête indépendante a été menée concernant un réseau présumé d'exploitation de mineurs. Le rapport publié en août 2014 révèle une affaire sans précédent d'abus sexuel sur mineur dans cette zone urbaine sur une période de 16 ans. L'Agence nationale de la criminalité a été appelée pour déterminer si les conseillers de Rotherham étaient complices d'avoir caché la profondeur et l'ampleur de la maltraitance des enfants (le chiffre de 1.400 enfants étant considéré comme une estimation basse) en raison d'une « peur de perdre leurs emplois et leurs retraites » suivant une préoccupation qu'ils pourraient être considérés comme « racistes » s'ils parlaient. Selon le nouveau rapport, les conseillers ont également été entraînés par un souci du « politiquement correct déplacé ». Les premières condamnations n’ont eu lieu qu’en 2010. En 2025, le total des condamnés était de 61.

## Les sites remarquables

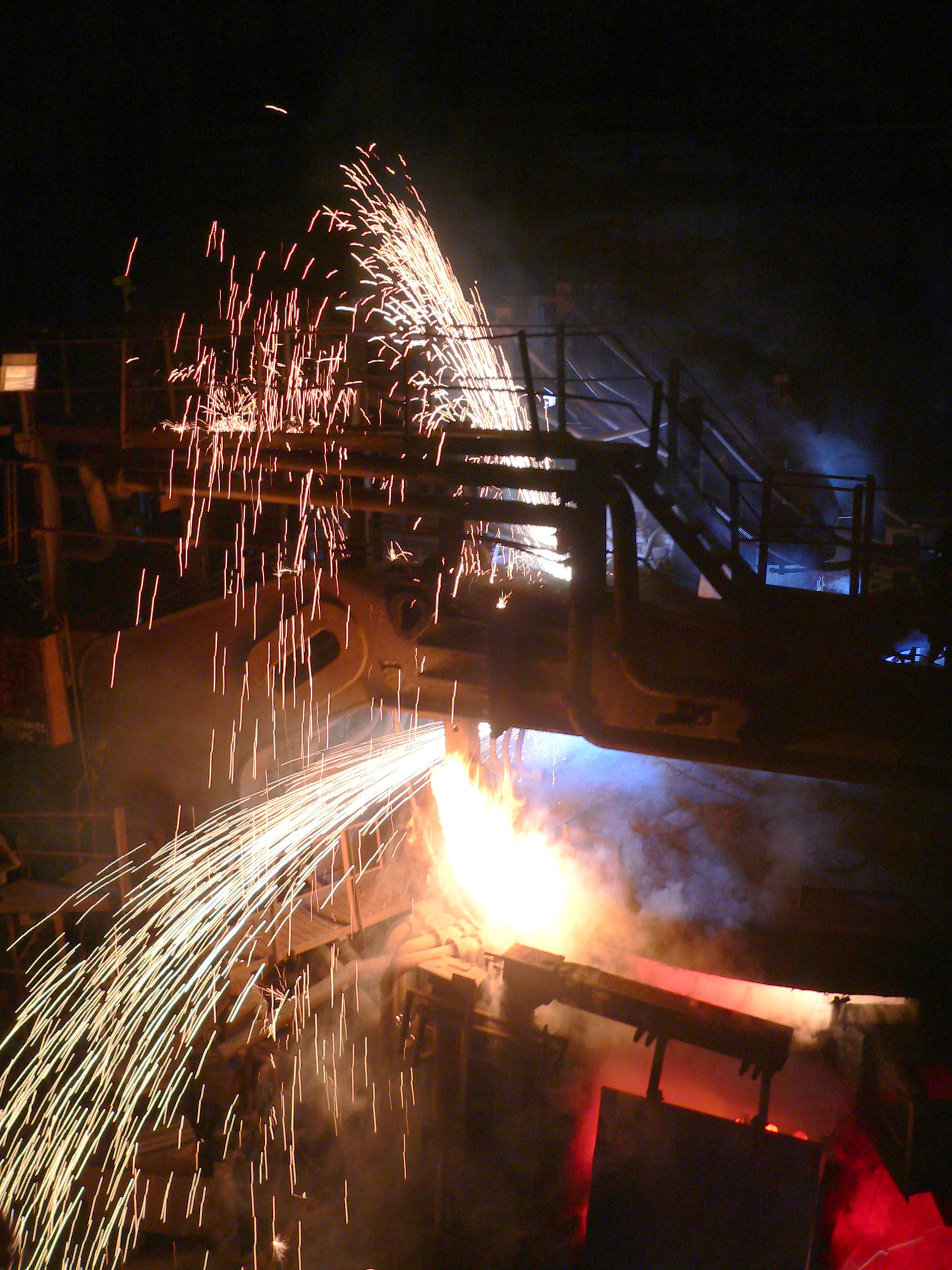
Fourneau au Magna Science Adventure Centre, Rotherham.

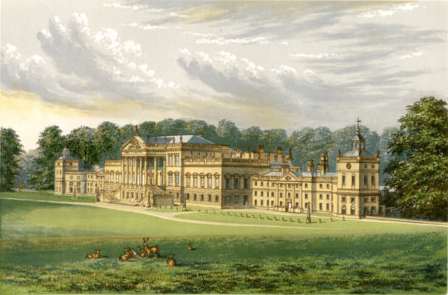
Wentworth Woodhouse (gravure, 1880).

- Complexe de Magna, le tout premier centre d'aventure scientifique de Grande-Bretagne, à rapprocher en France du Futuroscope. Magna est plus ciblé sur la puissance des éléments naturels, tels que cyclones tropicaux, éruptions volcaniques…
- Wentworth Woodhouse[7] qui se targue d’avoir la plus longue façade de toutes les demeures seigneuriales de Grande-Bretagne. (pour plus de renseignements sur cette demeure, cf. le wiki anglophone : Wentworth Woodhouse)
- Ruines de l'abbaye cistercienne dite de Roche, construite en 1147 et dont les jardins tels qu'on peut les voir à l'heure actuelle sont l'œuvre du paysagiste Capability Brown et ont été réalisés en 1774.
- Chapelle dédiée à tous les Saints (All Saints') présente dans un centre-ville modèle de l'architecture médiévale perpendiculaire.
- Deux musées, celui du Clifton Park avec une collection de poteries et d'objets en verre, ainsi que le musée militaire du "York and Lancaster Regimental"
- Tout proche de Rotherham, la petite commune de Thorpe Salvin (élu Village le plus fleuri de Grande-Bretagne (Britain in Doom) en 2002), où se trouve le manoir Thorpe Salvin Hall qui a servi de décor au manoir de Torquilstone du roman Ivanhoé de Walter Scott.

## Économie
Les entreprises de fabrication de précision de la ville incluent AESSEAL, Nikken Kosakusho Europe, MTL Advanced, MGB Plastics et Macalloy. Rotherham est le site de Advanced Manufacturing Park (en) (AMP), qui abrite un certain nombre d'entreprises de classe mondiale, dont Rolls-Royce et McLaren Automotive.

## Jumelage
- Saint-Quentin (France) depuis 1990

## Personnes célèbres
- William Hague (1961-), homme politique.
- David Seaman (1963-), ancien joueur de football.
- Howard Webb (1971-), arbitre anglais international de football.
- Christopher Wolstenholme (1978-), bassiste du groupe Muse.